# Правда (фільм, 2019)
«Правда» («La Vérité») — французько-японський кінофільм фільм 2019 року, знятий режисером Хірокадзу Корееда, з Катрін Денев і Жульєт Бінош у головних ролях.

## Сюжет
Фаб'єн — зірка французького кіно. Вона панує серед чоловіків, які кохають і захоплюються нею. Однак у неї проблемні стосунки з донькою Люмір, сценаристкою. Люмір та її чоловік повертаються із США до Парижа зі своєю малою дитиною. Несподівано все виходить з-під контролю: Фаб'єн опублікувала автобіографію, що проливає світло на незручну правду. Возз'єднання між матір'ю і дочкою швидко перетворюється на конфронтацію…

## У ролях
- Катрін Денев: Фаб'єн Данжевіль, відома акторка
- Жульєт Бінош: Люмір, донька Фаб'єн, сценаристка у США
- Ітан Гоук: Хенк, чоловік Люмір, актор другого плану
- Клементина Ґреньє: Шарлотта, донька Люмір та Генка
- Манон Клавель: Манон Ленуар, акторка, яка грає матір Емі
- Людівін Саньє: акторка, яка грає Емі у віці 38 років
- Ален Лібольт: Люк Гарбуа, особистий секретар Фаб'єн
- Крістіан Крахей: Жак, супутник Фаб'єн
- Роджер Ван Хул: П'єр, колишній чоловік Фаб'єн і батько Люмір
- Лоран Капеллуто: журналіст, який бере інтерв'ю у Фаб'єн
- Джекі Берройєр: кухарка в ресторані
- Майя Санса: роль другого плану
- Себастьєн Шассан: режисер фільму
- Хельмі Дріді: шофер Фаб'єн
- Віржіль М'Фулу: торговець африканським мистецтвом
- Зої Ван Герк: асистентка на знімальному майданчику
- Ханна Кастель: акторка, яка грає Емі у віці 10 років
- Мейліс Дюмон: акторка, яка грає Емі у віці 17 років
- Дам'єн Дорсаз: актор, який грає батька Емі

## Знімальна група
- Режисер: Хірокадзу Корееда
- Сценаристи: Хірокадзу Корееда, Леа Ле Дімна
- Оператор: Ерік Готьє
- Композитор: Олексій Айгі
- Художник: Рітон Дюпір-Клеман
- Продюсери: Мюріель Мерлен, Міюкі Фукума, Наталі Денне, Матильда Інсерті, Рашид Бушареб, Джамал Зейнал Заде